# 大前田りん
大前田 りん（おおまえだ りん、1958年4月14日 - ）は、日本の漫画家。佐賀県出身。

## 来歴
1977年、「トムソンとミッシェル」（『りぼん』お正月大増刊号）でデビュー。デビュー当時、『りぼん』に描いていた頃は“前田由美子”名義で、その後“大前田りん（当初は大前田リン）”に改名。前田由美子時代の作品に「ジェシカ」「枯葉色の街」「ラ・マリオネット」、大前田りんの作品に「上原よよぎ物語」「ヘイセイ・キッド」「十六桜」などがある。

## 単行本リスト
- 上原よよぎ物語　全2巻 （富士見書房、1987～1988年）
- ヘイセイ・キッド（富士見書房、1990年）
- 十六桜(角川書店、あすかコミックスDX、1992年）
- ガケップチ・カッフェー　第1巻のみ（講談社、モーニングKC、1993年）
- 微熱少年（原作：松本隆、講談社、モーニングKC、1993年）